# 早田光一郎
早田 光一郎（はやた こういちろう、1946年 - ）は日本の競走馬生産者。有限会社早田牧場元代表。1990年代に活躍し、「日高の風雲児」との異名をとった。

## 経歴
福島県生まれ。北里大学獣医学科卒業後カナダトロントへ渡り、ナッシュビル・スタッドで競走馬生産の修行を積んだ。日本へ帰国後資生園早田牧場の社長に就任。カナダで購入した牝馬モミジ（Momigi。マーベラスサンデーの祖母）が現地で競走馬として成功し、同馬が稼いだ賞金を元手に1978年1月、北海道に牧場（資生園早田牧場新冠支場）を開設。
日本国外から輸入したリヴリアやブライアンズタイムなどが種牡馬として優れた成績を収め、さらにイギリスで購入した繁殖牝馬パシフィカスを用いてビワハヤヒデ・ナリタブライアンの兄弟を生産するなど数々の成功を収め、祖父の傳之助から受け継いだ資生園早田牧場の事業を急速に拡大させた。
しかしやがて資金繰りを悪化させ、2002年、資生園早田牧場および関連会社2社を含めて総額約58億円の負債をかかえて札幌地方裁判所に自己破産を申請し、同年11月25日に同裁判所から破産宣告を受けた。
2011年、雑誌『週刊Gallop』に連載を持つライター・石田敏徳の取材に応じ、牧場経営が破綻に至った経緯や当時の心境などを語った。

## 生産方針
早田は競走馬を生産するにあたってはアウトブリードを重視した。特に種牡馬については血統表の5代以内にインブリードのないことを肯定的に評価した。